# Alqueidão de Santo Amaro
Alqueidão de Santo Amaro é um lugar na freguesia do Beco, no concelho de Ferreira do Zêzere.
Foi local de nascimento do historiador e pedagogo António Baião.